# خط برگشت‌پذیر

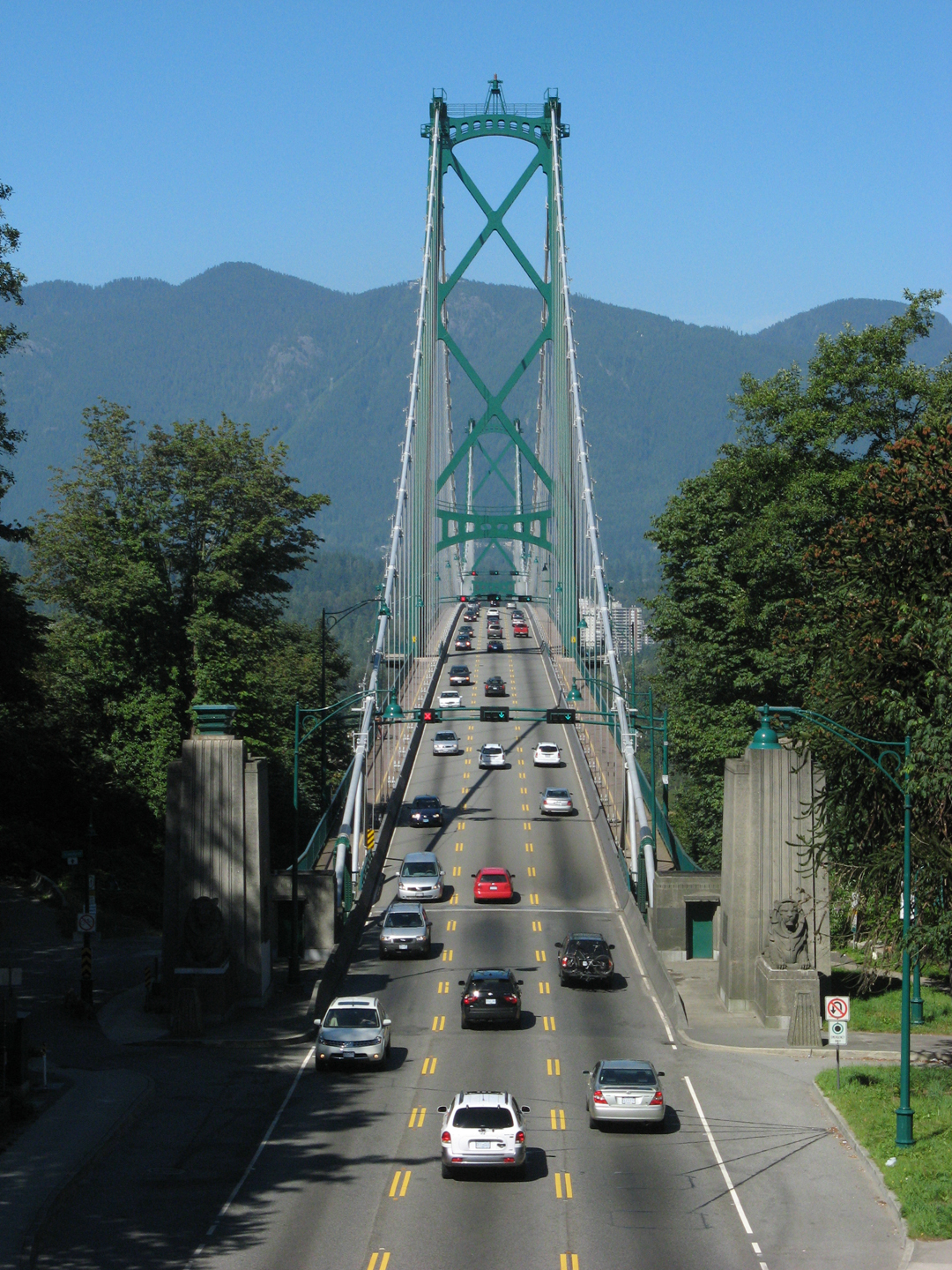
انتهای جنوبی پل لاینز گیت در ونکوور، بریتیش کلمبیا

یک خط برگشت‌پذیر (به انگلیسی: Reversible lane) یک خط مدیریت‌شده‌است که در آن ترافیک بستگی به شرایط خاص ممکن است در هر جهت حرکت کند. به‌طور معمول، هدف آن بهبود جریان ترافیک در ساعات شلوغی است، با داشتن چراغ‌های راهنمایی بالای سر و علائم خیابانی روشن که به رانندگان اطلاع می‌دهند که کدام خطوط برای رانندگی یا پیچیدن باز یا بسته‌است.
خطوط برگشت‌پذیر معمولاً در تونل‌ها و روی پل‌ها و در جاده‌های پیرامون یافت می‌شوند - حتی در جایی که خطوط به‌طور منظم برای رسیدگی به تغییرهای عادی در جریان ترافیک معکوس نمی‌شوند. وجود کنترل‌های خطوط به مقامات اجازه می‌دهد در زمانی که شرایط غیرعادی (مانند ساخت‌وساز یا تصادفات ترافیکی) نیاز به استفاده از خطوط کمتر یا بیشتر برای حفظ جریان منظم ترافیک دارد، خطوط را ببندند یا معکوس کنند.